# Aeroportul Internațional Rarotonga
Aeroportul Internațional Rarotonga (IATA: RAR, ICAO: NCRG) este un aeroport din Avarua, Insulele Cook ce deservește zona Avarua. A fost deschis în 1975 și numit după Rarotonga.
Situat la o altitudine de 5 m, aeroportul dispune de o singură pistă.